# Elka
Elka je žensko osebno ime.

## Izvor imena
Ime Elka je različica ženskega osebnega imena Eleonora.

## Pogostost imena
Po podatkih Statističnega urada Republike Slovenije je bilo na dan 31. decembra 2007 v Sloveniji število ženskih oseb z imenom Elka: 38.

## Osebni praznik
Osebe z imenom Elka godujejo takrat kot osebe z imenom Eleonora.